# Lasarew-Insel
Die Lasarew-Insel (russisch остров Лазарева) ist eine ehemalige Insel im Aralsee. Administrativ gehört sie zur Moʻynoq in der Republik Karakalpakistan in Usbekistan.
Der russische Forschungsreisende Alexei Iwanowitsch Butakow benannte sie 1849. Der Name weist auf  Michail Petrowitsch Lasarew (1788–1851), Kommandant der Fregatte Mirny bei der ersten russischen Antarktisexpedition (1819–1821) unter der Leitung von Fabian Gottlieb von Bellingshausen, hin. Nach den häufigen administrativen Neuordnungen in Zentralasien gehörte die Insel ab 1936 zur sowjetischen Teilrepublik Usbekistan. 
Im Juni 2002 verband sich die Insel mit dem usbekischen Festland. Damit stellt sie kein erkennbares Landschaftsmerkmal mehr dar.

## Flächenzunahme

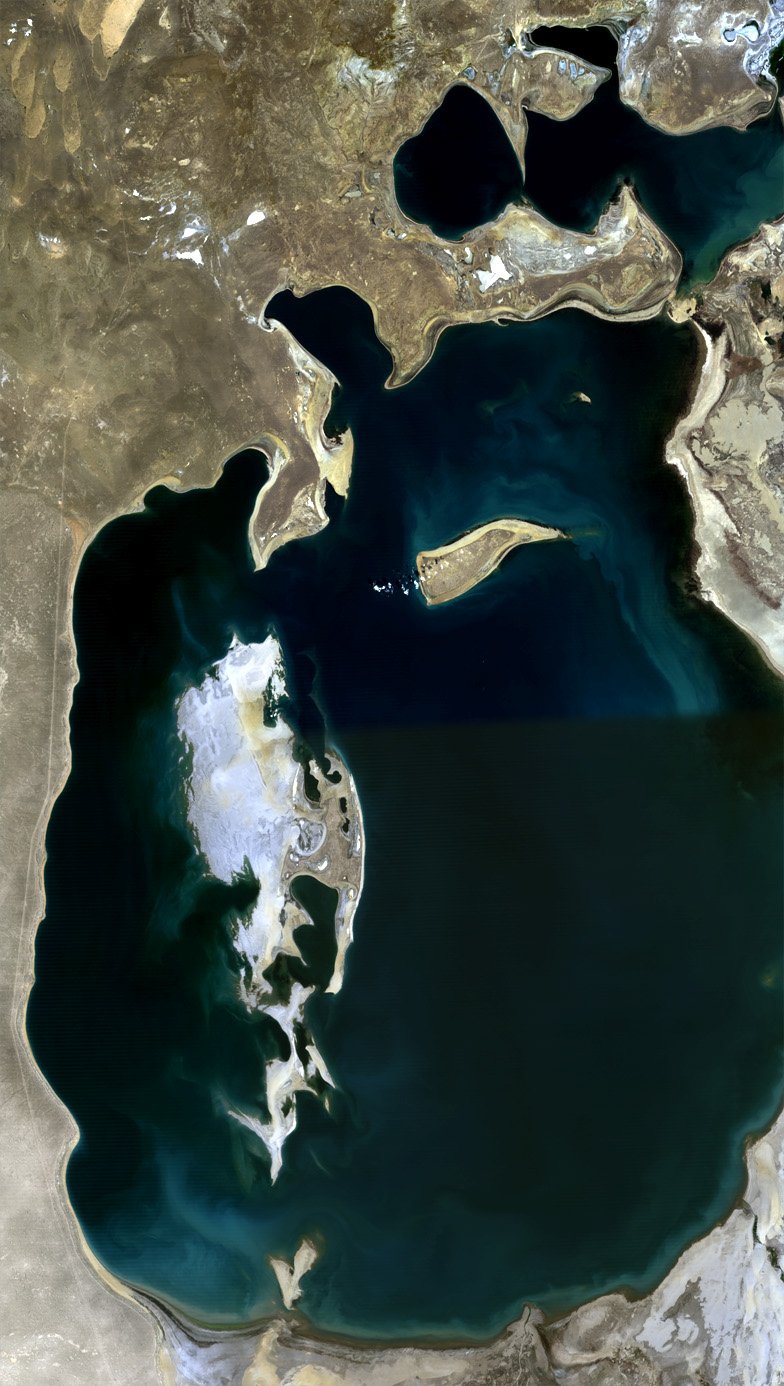
1989
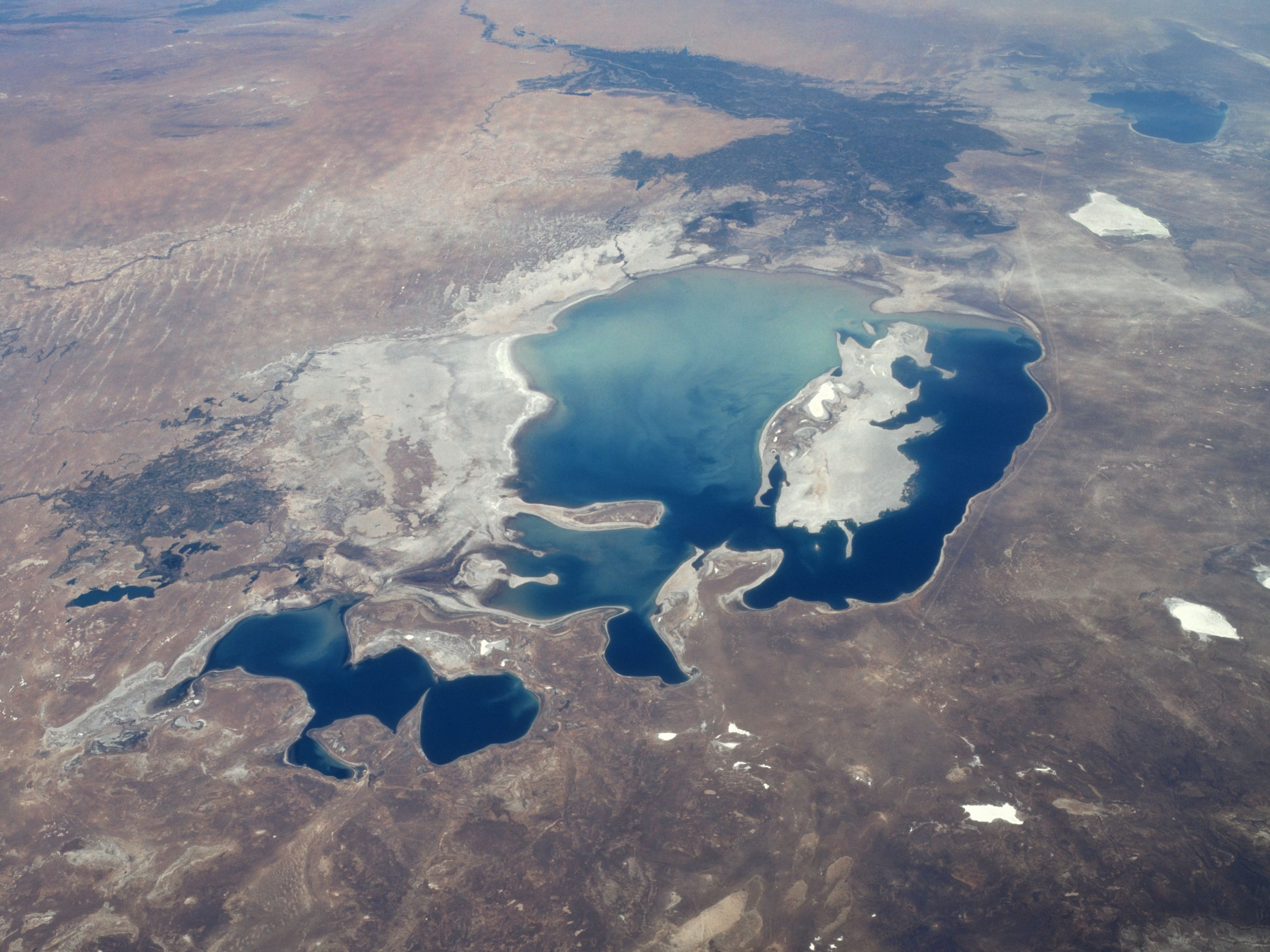
1997